# فريدريك أبيل
فريدريك أبيل (بالإنجليزية: Frederick Augustus Abel )‏ (و. 1827 – 1902 م) هو كيميائي، من المملكة المتحدة، ولد في لندن، وكان عضوًا في الجمعية الملكية، توفي في لندن، عن عمر يناهز 75 عاماً.

## جوائز
حصل على جوائز منها:
- وسام ألبرت (1891)
- قلادة ملكية
- زميل في الجمعية الملكية.

## روابط خارجية
- فريدريك أبيل على موقع الموسوعة البريطانية (الإنجليزية)